# Tipula (Lunatipula) polydeukes
Tipula (Lunatipula) polydeukes is een tweevleugelige uit de familie langpootmuggen (Tipulidae). De soort komt voor in het Palearctisch gebied.